# Васкес Аяла, Артуро
Артуро Васкес Аяла (исп. Arturo Vázquez Ayala; род. 26 июня 1949, Мехико) — мексиканский футболист, защитник.

## Карьера

### Клубная карьера
Во взрослом футболе дебютировал в 1970 году в клубе «УНАМ Пумас», где провёл девять сезонов своей игровой карьеры. Вместе с командой в сезоне 1974/75 завоевал Кубка Мексики, а в сезоне 1976/77 стал чемпионом Мексики.
В 1979 году перешёл в клуб «Гвадалахара», где играл на протяжении одного сезона, приняв участие в 38 матчах. Завершил карьеру игрока в 1985 году в клубе «Атланте, за который выступал с 1980 года, сыграв в 184 матчах.

### Карьера в сборной
В 1973 году дебютировал в официальных матчах в составе национальной сборной Мексики.
В 1978 году был капитаном сборной на чемпионате мира в Аргентине. В первом матче группового этапа против сборной Туниса Васкес Аяла забил первый гол команды на турнире, реализовав пенальти в конце первого тайма, однако команда всё равно потерпела поражение. Остальные два матча группового этапа сборная также проиграла и завершила выступление на турнире.
Всего в составе сборной принял участие в 52 матчах, забив 5 голов.

### Тренерская карьера
Начал тренерскую карьеру в 1987 году, возглавив тренерский штаб клуба «Атланте» на один сезон. В 1998—1999 годах вновь тренировал «Атланте», а затем в 2006 году являлся главным тренером команды «Кафеталерос де Чьяпас».

## Достижения
«УНАМ Пумас»
- Обладатель Кубка Мексики: 1974/75
- Чемпион Мексики: 1976/77